# تشارلي لونغ
تشارلي لونغ (بالإنجليزية: Charlie Long)‏ هو لاعب كرة قدم أمريكية أمريكي، ولد في 6 أبريل 1938 في فايف في الولايات المتحدة، وتوفي في 1989 في فرامينغهام في الولايات المتحدة.

## وصلات خارجية
- تشارلي لونغ على موقع مرجع كرة القدم المحترفة.كوم (الإنجليزية)